# Gummiged
En gummiged er det jævnt kendte ord for en større maskine der er beregnet til at flytte materialer over korte afstande eller læsse det op på køretøjer. Den tekniske betegnelse er Hjullæsser. Når en gummiged bliver "lille nok" kaldes den en minilæsser.
Normalt er en gummiged knækstyret, men de ses også med hjulstyring.
Typisk består forenden af en løftearm med en skovl og et stykke chassis der holder denne sammen med forakslen og knækstyringen. Bagenden består så af bagaksel, motor, kontravægt og et førerhus, der typisk sidder lodret over knækket for at give bedst udsyn til alle fire hjul og skovlen.
En maskine der løfter 6-8 tons i skovlen vejer i dag typisk 20-25 tons.
Større gummigeder ses dog også. En Komatsu WA800 vejer 92 ton og kan løfte 25 ton ad gangen.
På nyere maskiner kan skovlen afmonteres med et tryk på en knap i førerkabinen, dette kaldes hurtigskift. Hurtigskift gør, at andet udstyr nemt kan monteres. Det kan f.eks. være pallegafler, fejemaskine, skrabeblad, sneplov eller betonhammer – kun brugerens fantasi sætter grænser.